# Publilia modesta
Publilia modesta är en insektsart som beskrevs av Philip Reese Uhler. Publilia modesta ingår i släktet Publilia och familjen hornstritar. Utöver nominatformen finns också underarten P. m. brunnea.